# Groupama Aréna
Die Groupama Aréna ist ein Fußballstadion im IX. Bezirk (Ferencváros) der ungarischen Hauptstadt Budapest. Es bot bis zum Abriss im März 2013, damals noch Albert-Flórián-Stadion, Platz für 18.100 Zuschauer und war die Heimat des Fußballclubs Ferencváros Budapest. Von März 2013 bis zum August 2014 wurde an gleicher Stelle eine neue Heimstätte der Grün-Weißen für 13,5 Mrd. HUF (rund 45 Mio. Euro) mit 23.700 Plätzen errichtet. Der Neubau wurde am 10. August 2014 feierlich eröffnet.

## Geschichte
Das erste Stadion entstand vom Herbst 1910 bis zum Frühjahr 1911. Zum ersten Spiel am 12. Februar 1911 trafen die Hausherren auf die Rivalen vom MTK Budapest FC und gewannen 2:1. Nach 60 Jahren wurde in den Jahren 1971 bis 1974 die zweite Spielstätte gebaut. Zum 75. Vereinsjubiläum wurde das Stadion mit dem Spiel Ferencváros gegen eine Mannschaft von Vasas Budapest (4:4) am 19. Mai 1974 eingeweiht. Der Besucherrekord wurde am 12. September 1981 erzielt. Das Spiel Ferencváros gegen Honvéd Budapest (2:4) lockte 32.000 Fans in das damalige Stadion Üllői úti. Die Kapazität lag zunächst bei 29.505 Zuschauern. Aufgrund von erhöhten Sicherheitsmaßnahmen und der Umwandlung von Steh- in Sitzplätze fiel die Kapazität des Stadions in den frühen 1990er Jahren auf 18.100 Plätze. Am 24. März 2013 fand das letzte Fußballspiel in der rund 40 Jahre alten Spielstätte statt. Ferencváros trennte sich von der rumänischen Mannschaft des CFR Cluj mit einem torlosen Unentschieden. Wenige Tage später begannen die Abbrucharbeiten.

## Neubau
2008 übernahm Kevin McCabe, ein britischer Bauunternehmer und Vorsitzender des englischen Vereins Sheffield United, den ungarischen Rekordmeister und -pokalsieger mitsamt dem in die Jahre gekommenen Stadion und rettete ihn vor der Insolvenz. Seitdem bestanden Pläne, das Stadion von Ferencváros durch eine neue Arena zu ersetzen, jedoch zog sich McCabe wieder zurück. Zwei Jahre später versuchte man es mit einem neuen Stadionkonzept. Erst im dritten Anlauf wurde das Vorhaben umgesetzt. Auf dem alten Stadiongrund entstand ein Stadion mit vier überdachten Tribünen, auf denen sich 22.600 Zuschauerplätze inklusive 29 V.I.P.-Logen befinden. Zu Beginn des Abrisses wurde am 28. März 2013 der Grundstein für das neue Stadion gelegt.
14 Monate nach Beginn der Abrissarbeiten im März 2013 stand der Neubau vor seiner Fertigstellung. Der Rasen des Spielfeldes war verlegt, die Videoleinwände unter dem Dach installiert und die Tribünenränge waren fast komplett bestuhlt. Zu den ausstehenden Arbeiten gehörte der Innenausbau der V.I.P.-Logen, Vereinsbüros und des Vereinsmuseums. Bis Ende Mai 2014 sollten die Arbeiten abgeschlossen sein und das Stadion im Juni übergeben werden. Für August war dann die offizielle Einweihung mit dem Saisonbeginn von Ferencváros in der ersten ungarischen Fußballliga Nemzeti Bajnokság vorgesehen.
Vor dem neuen Stadion wurden 2014 zwei große Statuen aufgestellt. Die eine Statue ist ein vom Künstler Sándor Kligl geschaffenes drei Meter großes Bronze-Bildnis des früheren Namensgebers Flórián Albert. Die zweite Statue ist acht Meter hoch und 16 Meter breit. Es ist ein Adler, der auf einem Betonfußball steht. Es ist das Wappentier des FTC und die Mannschaft trägt auch den Spitznamen Zöld sasok (deutsch Grüne Adler). Sie wurde vom Bildhauer Gábor Miklós Szőke erschaffen.
Für die Eröffnung vereinbarte Ferencváros Budapest ein Freundschaftsspiel am 10. August 2014 gegen den englischen Fußballclub FC Chelsea. Ferencváros verlor das Eröffnungsspiel mit 1:2 Toren. Zoltán Gera vom FTC erzielte in der 17. Minute das erste Tor. In der 51. Minute glich Ramires aus, bevor Cesc Fàbregas das Spiel in der 81. Minute für die Londoner entschied.
2019 wurde in der Fußballarena das Endspiel der UEFA Women’s Champions League zwischen Olympique Lyon und dem FC Barcelona (4:1) vor 19.487 Zuschauern ausgetragen.

## Name
Bis ins Jahr 2007 trug das Stadion der Grün-Weißen den Namen Üllői-úti-Stadion. Zu Ehren des ehemaligen Stürmers Flórián Albert erhielt die Anlage am 21. Dezember 2007, vierzig Jahre nachdem Albert 1967 zum besten Spieler Europas ernannt wurde, den Namen Albert-Flórián-Stadion.
Am 2. Juli 2014 gaben Ferencváros Budapest und das französische Versicherungsunternehmen Groupama, Hauptsponsor von Ferencváros, gemeinsam in einer Pressekonferenz bekannt, dass die neue Heimstätte des FTC für mindestens sieben Jahre mit einer Option auf drei weitere Jahre den Namen Groupama Aréna tragen wird. Im Oktober 2023 verlängerten die Partner den Namensvertrag bis in das Jahr 2029.

## Verkehrsanbindung
Mit der Linie M3 der Metró Budapest zur Station Népliget gelangt man über die Ausgänge G und H zum Eingang des Stadionblocks C.

## Länderspiele in der Groupama Aréna
Nachdem das veraltete Puskás Ferenc Stadion im Oktober 2015 geschlossen worden war, war die Arena von Ferencváros die Hauptspielstätte der ungarischen Fußballnationalmannschaft. Am 15. November 2015 besiegten die Ungarn Norwegen in den Play-offs zur Euro 2016 mit 2:1 (Hinspiel: 1:0). Damit qualifizierte sich Ungarn nach 44 Jahren (Euro 1972) wieder für eine Fußball-Europameisterschaft. Am 15. November 2019 wurde die neue Puskás Aréna als Nationalstadion eingeweiht und ist hauptsächlich Heimspielort der Nationalmannschaft.
| Datum         | Gegner         | Ergebnis  | Anlass                      | Zuschauer |
| ------------- | -------------- | --------- | --------------------------- | --------- |
| 07. Sep. 2014 | Nordirland     | 1:2 (0:0) | Qualifikation zur Euro 2016 | 20.672    |
| 14. Nov. 2014 | Finnland       | 1:0 (0:0) | Qualifikation zur Euro 2016 | 19.600    |
| 18. Nov. 2014 | Russland       | 1:2 (0:0) | Freundschaftsspiel          | 05.100    |
| 29. Mär. 2015 | Griechenland   | 0:0       | Qualifikation zur Euro 2016 | 22.000    |
| 04. Sep. 2015 | Rumänien       | 0:0       | Qualifikation zur Euro 2016 | 22.060    |
| 08. Okt. 2015 | Färöer         | 2:1 (0:1) | Qualifikation zur Euro 2016 | 16.500    |
| 15. Nov. 2015 | Norwegen       | 2:1 (1:0) | Play-off zur Euro 2016      | 26.186    |
| 26. Mär. 2016 | Kroatien       | 1:1 (0:1) | Freundschaftsspiel          | 20.300    |
| 20. Mai 2016  | Elfenbeinküste | 0:0       | Freundschaftsspiel          | 19.900    |
| 07. Okt. 2016 | Schweiz        | 2:3 (0:0) | Qualifikation zur WM 2018   | 21.668    |
| 13. Nov. 2016 | Andorra        | 4:0 (2:0) | Qualifikation zur WM 2018   | 20.479    |
| 15. Nov. 2016 | Schweden       | 0:2 (0:1) | Freundschaftsspiel          | 12.000    |
| 05. Juni 2017 | Russland       | 0:3 (0:2) | Freundschaftsspiel          | 12.000    |
| 31. Aug. 2017 | Lettland       | 3:1 (2:1) | Qualifikation zur WM 2018   | 16.500    |
| 03. Sep. 2017 | Portugal       | 0:1 (0:0) | Qualifikation zur WM 2018   | 21.800    |
| 10. Okt, 2017 | Färöer         | 1:0 (0:0) | Qualifikation zur WM 2018   | 21.400    |
| 14. Nov. 2017 | Costa Rica     | 1:0 (1:0) | Freundschaftsspiel          | 9.860     |
| 23. Mär. 2018 | Kasachstan     | 2:3 (1:3) | Freundschaftsspiel          | 9.038     |
| 27. Mär. 2018 | Schottland     | 0:1 (0:0) | Freundschaftsspiel          | 8.492     |
| 09. Juni 2018 | Australien     | 1:2 (0:0) | Freundschaftsspiel          | 4.000     |
| 11. Sep. 2018 | Griechenland   | 2:1 (2:1) | UEFA Nations League 2018/19 | 0         |
| 15. Nov. 2018 | Estland        | 2:0 (1:0) | UEFA Nations League 2018/19 | 7.775     |
| 18. Nov. 2018 | Finnland       | 2:0 (2:0) | UEFA Nations League 2018/19 | 9.200     |
| 24. Mär. 2019 | Kroatien       | 2:1 (1:1) | Qualifikation zur Euro 2020 | 19.400    |
| 11. Juni 2019 | Wales          | 1:0 (0:0) | Qualifikation zur Euro 2020 | 18.350    |
| 09. Sep. 2019 | Slowakei       | 1:2 (0:1) | Qualifikation zur Euro 2020 | 21.700    |
| 13. Okt. 2019 | Aserbaidschan  | 1:0 (1:0) | Qualifikation zur Euro 2020 | 11.300    |

## Galerie

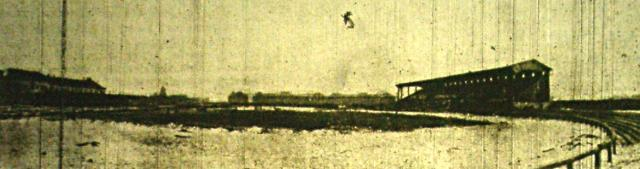
Das Stadion im Jahr 1911
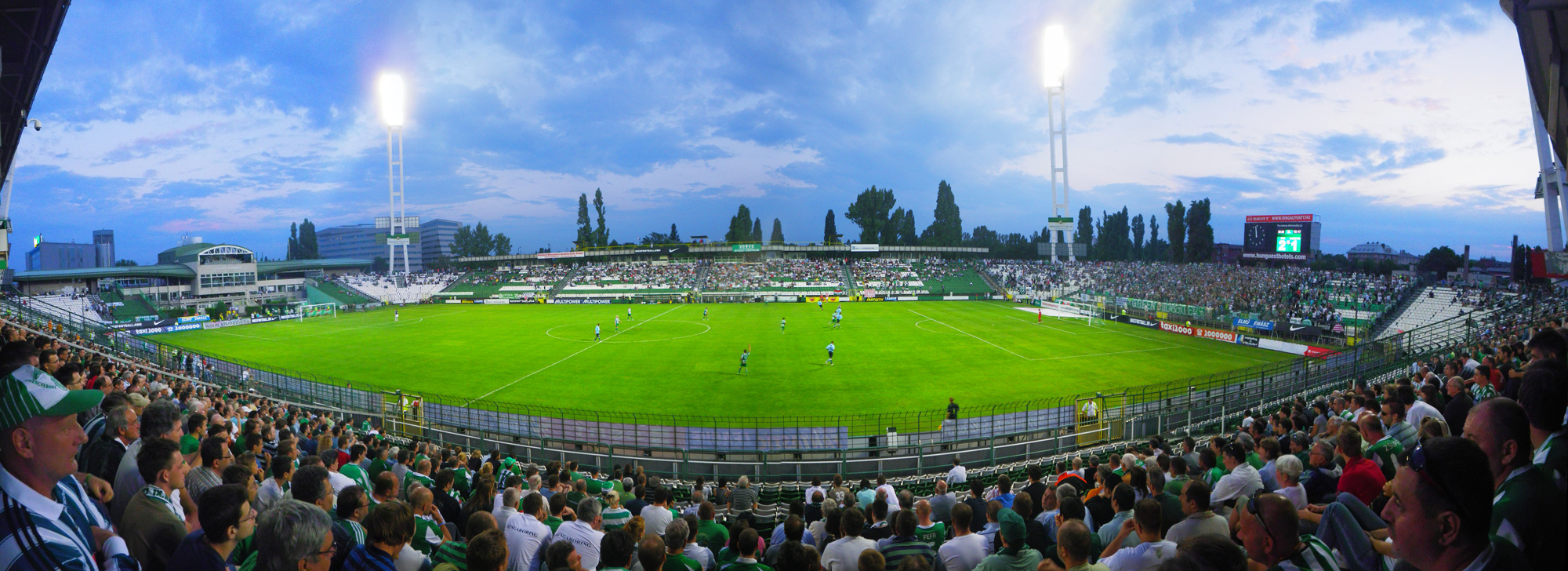
Das Stadion im Jahr 2010
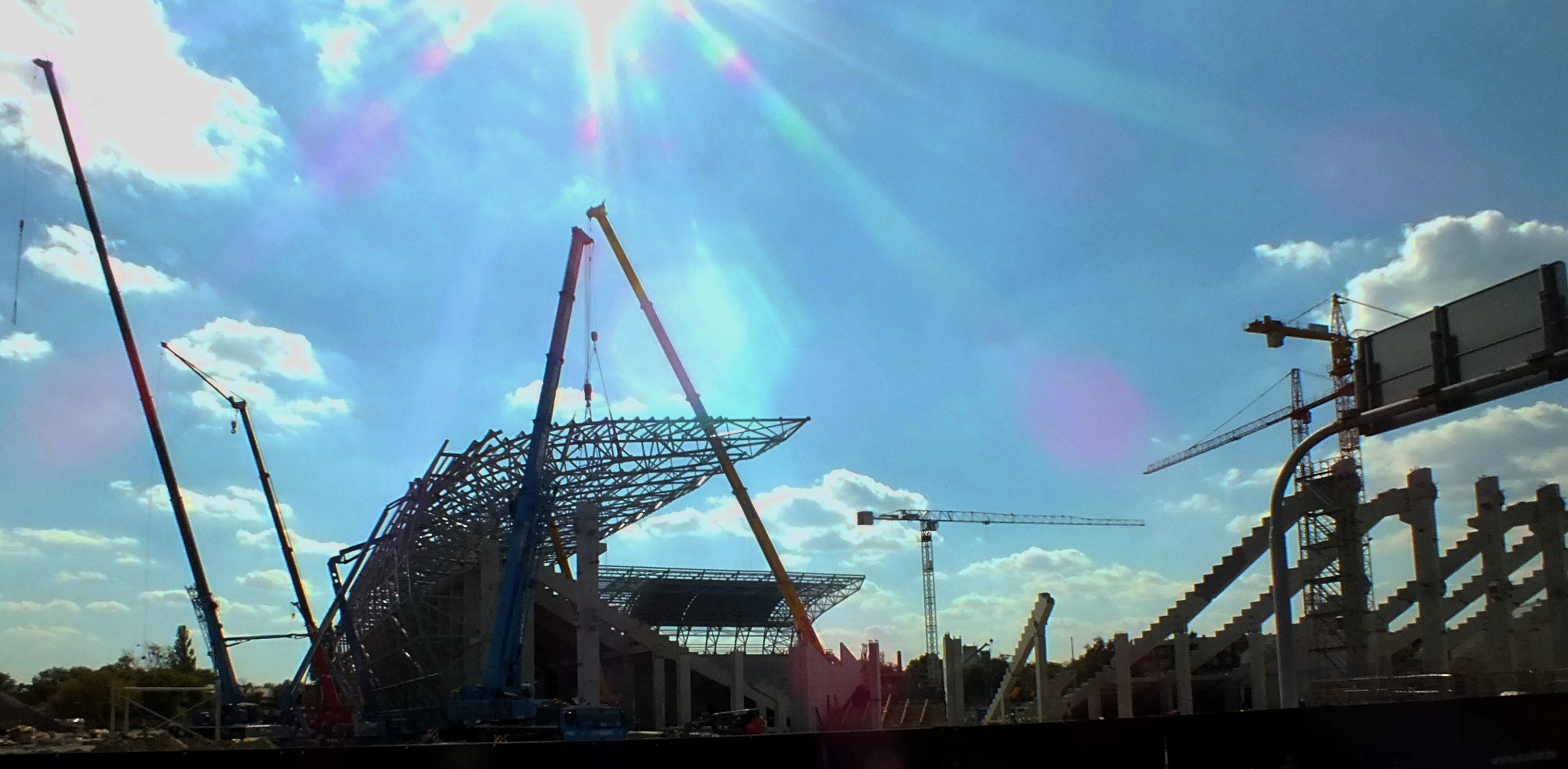
Stadionbaustelle im September 2013
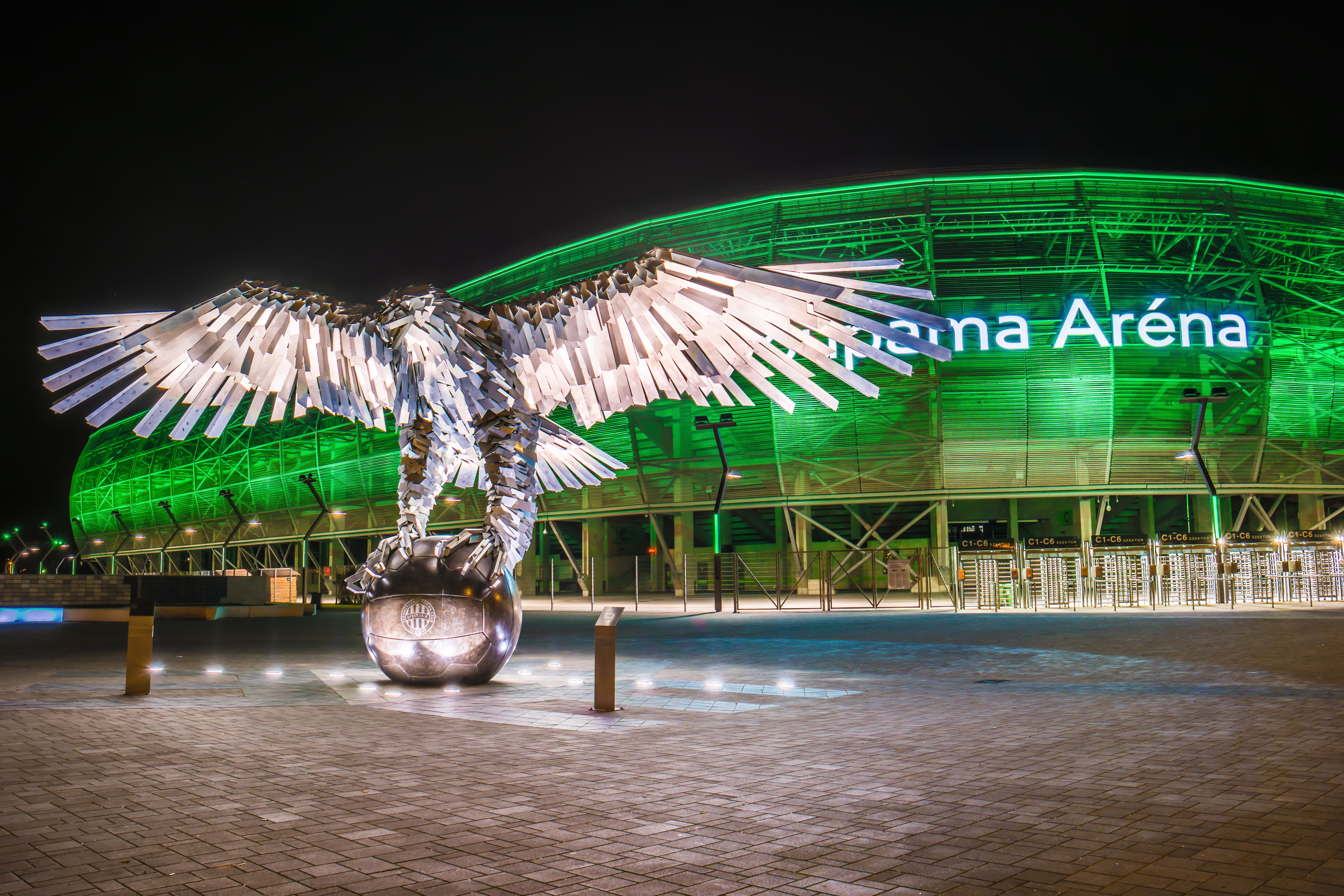
Die Adlerstatue vor dem Stadion
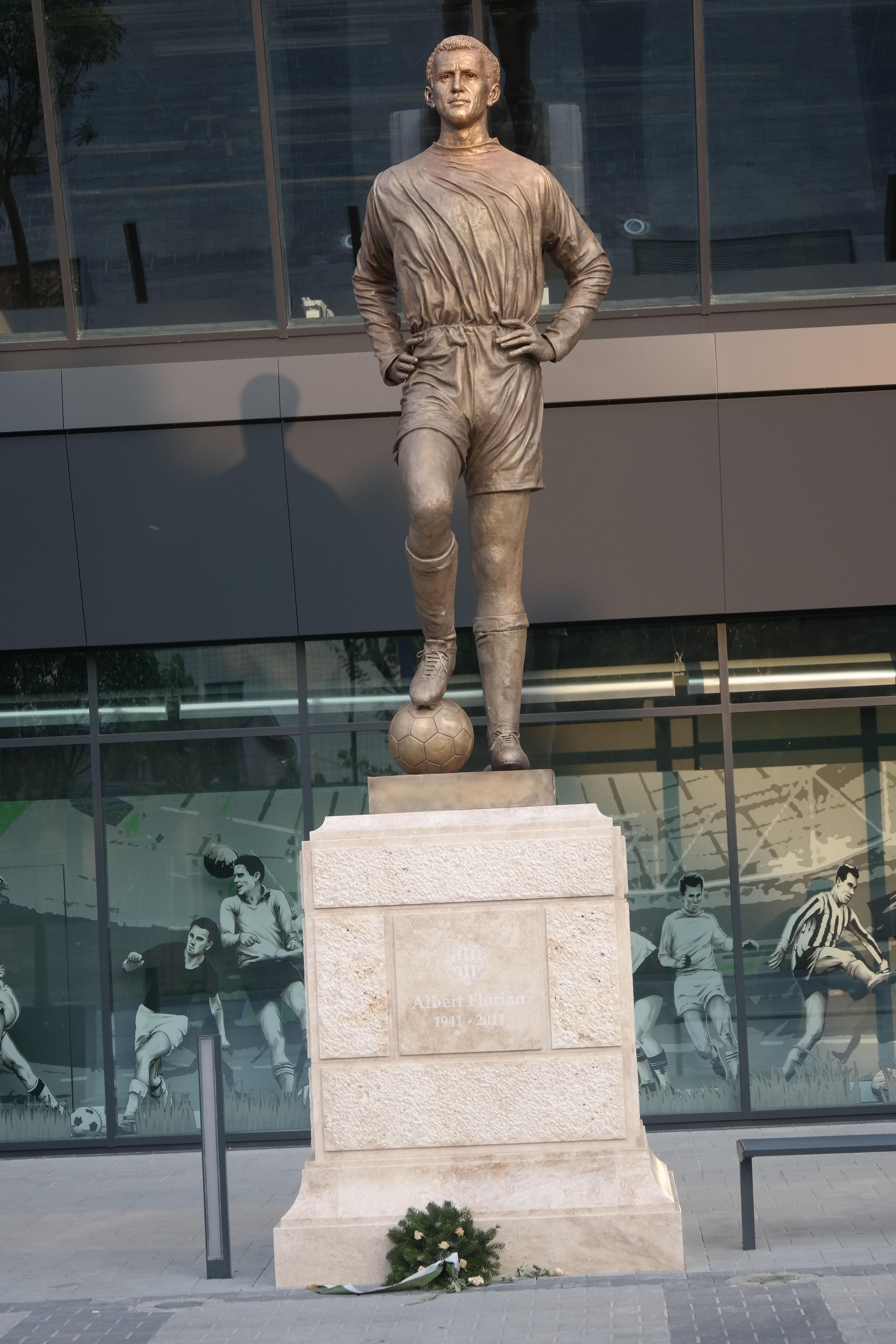
Die Statue von Flórián Albert vor der Groupama Aréna im August 2014
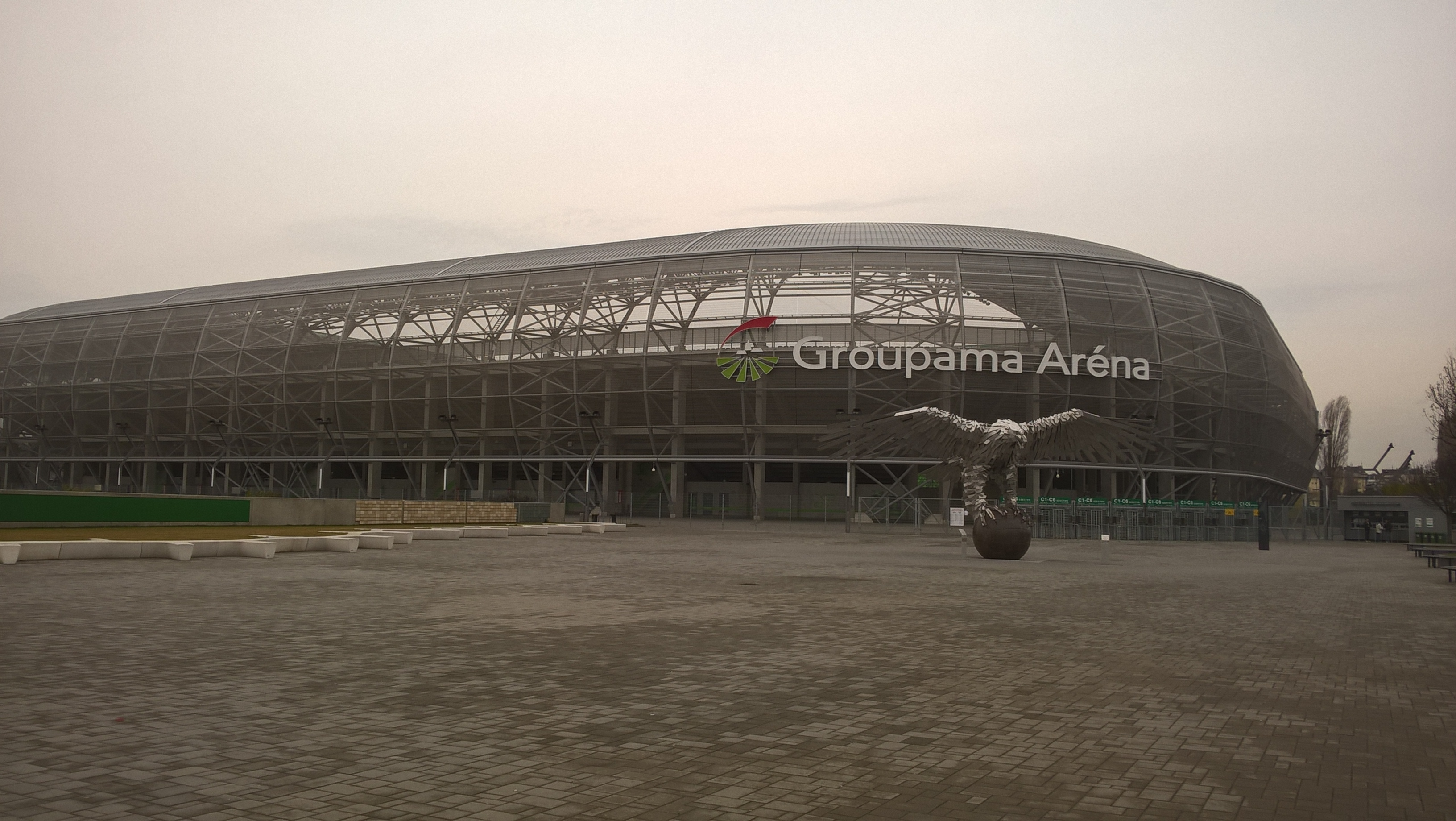
Die Arena im Februar 2016